# Cucullia macara
Cucullia macara is een vlinder uit de familie uilen (Noctuidae). De wetenschappelijke naam van deze soort is voor het eerst geldig gepubliceerd in 1948 door Rebel.
De soort komt voor in tropisch Afrika.